# Бригите Кронауер
Бригите Кронауер (на немски: Brigitte Kronauer) е германска писателка, авторка на романи, разкази и есета.

## Биография и творчество
Бригите Кронауер започва още като дете да пише първите си разкази, понеже поради нечетливия си почерк баща ѝ я спира да прави писмени упражнения. На 16-годишна възраст създава радиопиеси и ги разпраща на издателства.
Бригите следва германистика и педагогика и първоначално работи няколко години като учителка в Аахен и Гьотинген. След 1974 г. израсналата в Рурската област Кронауер живее и се издържа като писателка в Хамбург.
През 70-те и 80-те години влиза във връзка с австрийското списание „das pult“ и неговия издател писателят Клаус Зандлер. Още първият ѝ роман „Госпожа Мюленбек в домашен кът“ (Frau Mühlenbeck im Gehäus) (1980) предизвиква голям интерес. Действието на романа „Дяволският мост“ (Teufelsbrück) от 2000 г. се развива отчасти в Ароза, където писателката редовно ходи на почивка.
От 1988 г. Бригите Кронауер е член на Немската академия за език и литература в Дармщат. Удостоена е с многобройни литературни награди, преди всичко с най-престижното отличие в немскоезичното пространство – наградата „Георг Бюхнер“ (2005).
През 2011 г. Кронауер получава доцентура по поетика в Тюбингенския университет. През същата година е удостоена с баварската литературна награда „Жан Паул“ за цялостно творчество. А през 2017 г. получава наградата „Томас Ман“ на град Любек, като тържественото слово държи писателят Мартин Мозебах.

### Романи
- Frau Mühlenbeck im Gehäus, 1980, 1984
- Rita Münster, 1983, 1991
- Berittener Bogenschütze, 1986, 2000
- Die Frau in den Kissen, 1990, 1996
- Das Taschentuch, 1994, 2001
- Teufelsbrück, 2000, 2003
- Verlangen nach Musik und Gebirge, 2004, 2006
- Errötende Mörder, 2007, 2010
- Zwei schwarze Jäger, 2009
- Gewäsch und Gewimmel, 2013
- Der Scheik von Aachen, 2016

### Разкази
- Die gemusterte Nacht, Erzählungen, 1981, 1989
- Enten und Knäckebrot. Sieben Erzählungen, 1988
- Schnurrer, Geschichten, 1992, 2002
- Hin- und herbrausende Züge, Erzählungen, 1993
- Die Wiese, Erzählungen, 1993
- Die Einöde und ihr Prophet. Über Menschen und Bilder, Erzählungen und Essays, 1996
- Die Tricks der Diva, Geschichten, 2004
- Frau Melanie, Frau Martha und Frau Gertrud. Drei Erzählungen, 2005
- Die Kleider der Frauen. Geschichten, 2008
- Die Tricks der Diva, 2010
- Im Gebirg, 2011

### Есета, статии
- Der unvermeidliche Gang der Dinge, 1974
- Die Revolution der Nachahmung, 1975
- Vom Umgang mit der Natur, 1977
- Aufsätze zur Literatur, 1987
- Literatur und schöns Blümelein, Essay, 1993
- Die Lerche in der Luft und im Nest. Zu Literatur und Kunst, Essay, 1995
- Kulturgeschichte der Missverständnisse. Studien zum Geistesleben, Essays, 1997
- Wo die Welt zu Ende und verriegelt ist In: Ueli Haldimann (Hrsg.): Hermann Hesse, Thomas Mann und andere in Arosa – Texte und Bilder aus zwei Jahrhunderten, 2001
- Zweideutigkeit. Essays und Skizzen, 2002
- Kleine poetologische Autobiographie In: Sprache im technischen Zeitalter Nr. 171, 2004
- Feuer und Skepsis. Ein Lesebuch, 2005
- Die Feder des Hyazintharas. Drei Texte über Tiere, 2006
- Die Sprache von Zungen- und Sockenspitze. 6 Texte zu Bildern, 2008
- Favoriten. Aufsätze zur Literatur, 2010
- Wirkliches Leben und Literatur (mit Otto A. Böhmer), 2012
- Mit Rücken und Gesicht zur Gesellschaft (Über Avantgardismus/Über Politik in der Literatur) In: Dichtung für alle, Wiener Ernst-Jandl-Vorlesungen zur Poetik, 2013
- Die Augen sanft und wilde, Balladen, 2014
- Poesie und Natur/Natur und Poesie, Aufsätze, 2015

## Награди и отличия
- 1985: „Награда Фонтане“ на град Берлин
- 1987: „Награда на Югозападното радио“
- 1989: „Награда Хайнрих Бьол“
- 1989: „Награда Ида Демел“
- 1994: „Берлинска литературна награда“
- 1998: „Награда Хуберт Фихте“ на град Хамбург
- 1998: „Награда Йозеф Брайтбах“
- 2001: Preis des ZDF/3-Sat und der Stadt Mainz (zurückgegeben)
- 2001: „Рурска литературна награда“
- 2003: „Награда Гримелсхаузен“, für Teufelsbrück
- 2004: „Награда Мьорике“ на град Фелбах
- 2004: Vilenica-Preis
- 2005: „Бременска литературна награда“, für Verlangen nach Musik und Gebirge
- 2005: „Награда Георг Бюхнер“
- 2011: „Награда Жан Паул“
- 2013: Samuel-Bogumil-Linde-Preis, gemeinsam mit Eustachy Rylski
- 2016: Bayerischer Maximiliansorden für Wissenschaft und Kunst
- 2017: „Награда Томас Ман“ на град Любек